# Vektor
Vektor è un'azienda sudafricana, specializzata nella produzione di armi da fuoco. Nel 1953 venne fondata come azienda sorella della LIW. In fase di privatizzazione delle aziende statali sudafricane nel settembre 1997 diviene, assieme alla LIW, parte del gruppo Denel.

## Prodotti
Vektor produce pistole per uso militare e di polizia, anche armi per uso sportivo. Produce anche una serie di fucili mitragliatori basati sul russo Kalašnikov e mitragliatrici per esportazione. Vektor produce anche lanciagranate, mortai e cannoni, anche fucili da caccia.
- Pistole
  - Vektor Z88 – Su licenza Beretta Modello 92
  - Vektor SP1/SP2 – Sviluppo della Z88 in calibro 9 x 19 mm e .40 S&W
  - Vektor CP1 – 9 x 19 mm, in Germania spesso come pistola a gas in 9mmPAK
- Fucili d'assalto
  - Vektor R4, R5, R6 – Fucili d'assalto basato sul AK-47 in diverse varianti copia dell'israeliano Galil
  - Vektor CR-21 – Fucile d'assalto futuristico basato sul AK-47 in calibro 5,56 x 45 mm NATO
- Mitragliatrici
  - Vektor Mini SS – Mitragliatrice leggera in calibro 5,56 x 45 mm NATO
  - Vektor SS-77 – Mitragliatrice in calibro 7,62 x 51 mm NATO
- Lanciagranate
  - Vektor AGL – Lanciagranate da 40 mm